# Мантек Чиа
Мантек Чиа (иногда — Мантак Цзя, неправильно — Мантэк Чиа; вестренизированный вариант китайского имени 謝明德 Се Миндэ, где фамилия поставлена на второе место) (род.24 апреля 1944) — даосский учитель, мастер цигуна и сексуального кунг-фу, создатель «Системы целительного дао», автор и соавтор нескольких десятков книг о цигуне, сексуальных практиках, медитации. Первый Всемирный конгресс цигуна и китайской медицины, проходивший в 1996 году, присвоил ему звание Цигун-Мастер года.
Мантек Чиа известен как популяризатор даосских сексуальных практик. Философия Мантека Чиа направлена на переосмысление традиционного даосского сексуального учения в современном контексте, с целью представления в доступной форме этого толкования для западной аудитории.

## Жизнь и деятельность
Родился в Бангкоке, Таиланд, в китайской христианской семье 24 апреля 1944 года. В шесть лет буддийский монах научил его медитации, позже Мантек Чиа изучал айкидо, йогу, тайцзицюань, тайский бокс.
Чтобы лучше понять, как физически работает целительная энергия, Мантек Чиа два года изучал западную медицину и анатомию.
В свои студенческие годы обучался даосским практикам в Гонконге у учителя-отшельника И Ен (Белое Облако), последователя даосской школы Врата Дракона. И Ен покинул Маньчжурию, переехав в Гонконг, из-за преследований мастеров-даосов властями коммунистического Китая. По словам Мантека Чиа, И Ен передал ему тайны даосской внутренней алхимии и благословил учить и исцелять. По словам Чиа, он изучил с Мастером Мюги кундалини-йогу, даосскую йогу и практику Ладонь Будды, с доктором Муи Имваттаном — ци-нейцзан, с Мастером Чен Яолунем — шаолиньский Метод внутренней силы, нэйгун костного мозга, систему укрепления и обновления сухожилий, с Мастером Пань Ю — Развитие Стального тела и Обмен энергиями инь и ян между мужчиной и женщиной, с Эвардом И — тайцзицюань (стиль У).
Интегрировав полученные знания, он создаёт Систему Целительного Дао. Первый учебный центр открыт им в Таиланде, но через пять лет он переезжает в Нью-Йорк. Помощь в становлении ему оказывает доктор философии, получивший степень в Гарварде в 1965 году, ученик Абрахама Маслоу Гюнтер Вейл. Во вступительной статье «Будет ли сексуальное кунг-фу работать на Западе?» к первой книге Чиа он писал: «Молодой даосский учитель предпринял смелый шаг — он хочет раскрыть секретную методологию на Западе». Джеймc Миллер утверждает, что Центр даосской эзотерической йоги, позднее переименованный в Центр целительного дао, был открыт им в Нью-Йорке в 1978 году (профессор религиоведения и восточноазиатских учений Бостонского университета Ливия Кохн пишет, что в 1978 году центр был открыт в Хантгтинтоне, а в 1983 году — в Нью-Йорк-Сити). Мастер Чиа обучил своим техникам десятки тысяч человек и подготовил более 1500 инструкторов по всему миру. Среди его учеников — Майкл Винн, Эрик Юдлав, Дэнис Льюис, доктор философии, автор работы о темной энергии «Темная энергия — научная основа мистицизма» Дено Казанис.
Автор книг «Совершенствование мужской сексуальной энергии», «Совершенствование женской сексуальной энергии», введение в даосские сексуальные практики «Даосские секреты любви для двоих», «Цигун Железная рубашка» и других. В них исследуется цигун — искусство управления энергией ци.
Мантек Чиа критикует каррецу, тантрический секс и кундалини-йогу.
После двадцати лет жизни на Западе Мантек Чиа вернулся в Северный Таиланд, в Чиангмай, где проживает и даёт уроки в своей резиденции — в Саду Дао. По словам Чиа, в феврале 2002 года в «Саду Дао» им впервые в современной истории были использованы техники темного ретрита, высшей практики даосизма. Техника состоит в пребывании в течение длительного времени в полной темноте и тишине..
В 2009 году Alliance for Community Media снят документальный фильм «Как всё начиналось: рождение Вселенского Целительного Дао» о приезде Мантека Чиа на Запад в 70-х годах прошлого века (2 место за Лучший документальный фильм на Северо-восточном кинофестивале (США)). В фильме участвуют Гюнтер Вейл, Майкл Винн, Дао Хуань и другие.
Несколько книг написано в соавторстве с бывшей женой — Мэниван Чиа, бакалавром медицины (проживают раздельно с 1998 года). Сын — Макс Чиа, доктор медицины — автор книги о традиционном тайском массаже (в соавторстве с Мэниван Чиа).

## Оценка деятельности
Американский писатель и академик Джеймс Миллер в работе «Даосизм» отмечая, что тайский даос Мантек Чиа стал известен на Западе своей системой Целительного Дао, указывает на изменения тенденций в современных энергетических практиках. Он считает это отражением стремления объяснять даосские практики в терминах современной медицинской науки и созданием связи между языком эзотерического опыта и языком нейробиологии. «Это не удивительно, что даосизм таким образом больше всего расширяет своё влияние на Западе, где он предстает как духовная техника, то есть научно объяснимая психо-энергетическая практика, и опережает при этом религиозные традиции», — пишет он. В работе «Китайские религии в современном обществе» Джеймс Миллер отмечает, что учение Чиа о ци и космологии схоже с учением Хуа-циг Ни, но с опущением тем даосской философии, этики и ежедневных правил поведения. Он называет систему Чиа «системой узконаправленного цигуна, прочно укорененной в традициях Внутренней алхимии — нейдане».
Другие настроены более критично. Исследователи видят тренд учения Чиа о даосских секс-техниках в «раскрытии даосских текстов для западной аудитории на основе сочетания даосской теории и личного опыта, что приводит к созданию субъективного „руководства по сексу“ с обзором даосских сексуальных традиций» (Махачек и Уилкокс). Согласно писателю, специализирующемуся по восточной философии и медицине, Дэниелу Рэйду труды Мантека Чиа несут в себе тяжелые обертоны прозелитизма. По его мнению, работа по интеграции даосских идей и практик должна быть направлена не только на повышение сексуального удовольствия и улучшение здоровья, но должна стать фундаментом для нового духовного возрождения.
При этом религиовед Питер Бернард Кларк (Королевский колледж) считал Целительное Дао Чиа «одним из немногих тайских новых религиозных движений, вышедшим на международный уровень».

### Список произведений
- 1983 г. Целительный свет Дао — Киев: София, 2012.
- 1984 г. Совершенствование мужской сексуальной энергии — Киев: София, 1997.(в соавторстве с Майклом Винном)
- 1986 г. Совершенствование женской сексуальной энергии — Киев: София, 1997.(в соавторстве с Мэниван Чиа)
- 1986 г. Цигун «Железная рубашка» — Киев: София, 1995.
- 2000 г. Даосские секреты любви для двоих — Киев: София, 2001.
- 1996 г. Даосские секреты любви, которые должен знать каждый мужчина — Киев: София, 2002.
- 2000 г. Исцеление космосом — Киев: София, 2004.(в соавторстве с Дирком Эллибрандтом)
- 2002 г. Darkness technology — Universal Tao Publications, 2002. (Не переведена на русский язык.)